# 吴韫珍
吴韫珍（1899年—1941年6月7日），号振声，江苏省青浦朱家角镇人。中国近代植物学家。

## 生平
童年在家乡就学，稍长肄业于松江中学，复转入上海南洋中学，1918年中学毕业。当年考入南京金陵大学农科，受钱雨农之影响，对植物分类产生浓亭兴趣。1922年大学毕业后，在安庆安徽省农业学校执教。1923年，考取清华公费生，当年被派赴美国康乃尔大学深造，以园艺为主科，植物分类学为辅科。学习期间，兴趣仍侧重于植物分类学，递利用课余休息时间，或到田野采集标本，或在标本室研习。1927年夏，得博士学位，同年冬归国。1928年秋，受聘于清华大学，担任理学院生物学系植物学教授，着手华北植物分类的研究。虽课务繁重，随时给新鲜标本绘原色精图。吴韫珍学习工作勤奋，家庭、宿舍，标本室都成为他的工作室，往往工作至深夜。教学中善于诱启后进，在实习场所，身教言教并重，培育了一批植物学家。
民国22年，吴韫珍乘休假至维也纳，与当世研究中国植物之权威海因里希·冯亨德尔-马志尼一起探讨。1937年，华北植物分类研究成果已整理就绪，《华北蒿类》和《华北胡枝子》两文发稿付梓。抗日战争爆发，吴韫珍随学校迁至云南，在极端困难的环境中与学生吴征锚一起研究，又发现1个新属，协助云南完成《滇南本草》图谱一册。1938年夏在点苍山、鸡足山一带采集标本，由于过度疲劳，胃病大作。联大生物学系的“普通植物学”一课，是由吴韫珍、李继侗和张景钺三位教授各就所长，集体分工讲授：吴韫珍讲植物分类，李继侗讲植物生理，张景钺讲植物生态。为了保证和不断提高教学质量，他们从1940年开始编写讲义，各负责其所讲章节。经过一两年的教学实践和修订，逐渐形成为一套内容丰富的《普通植物学》教材。
1941年夏，病情加重，毅然坚持手术摘除以求早日康复，1941年6月7日，不幸在云南大学医院去世，终年43岁。遗稿经整理有完全图解附以笔记的有1000多种，有图解而记载不完全者2000多余，此外还有《中国植物名录》、《植物名实图考学名考证》等。